# Robert Hoyes
Robert Hoyes – australijski wioślarz.

## Osiągnięcia
- Mistrzostwa Świata – Linz 2008 – ósemka wagi lekkiej – 8. miejsce[1].